# عفك (جزيرة)

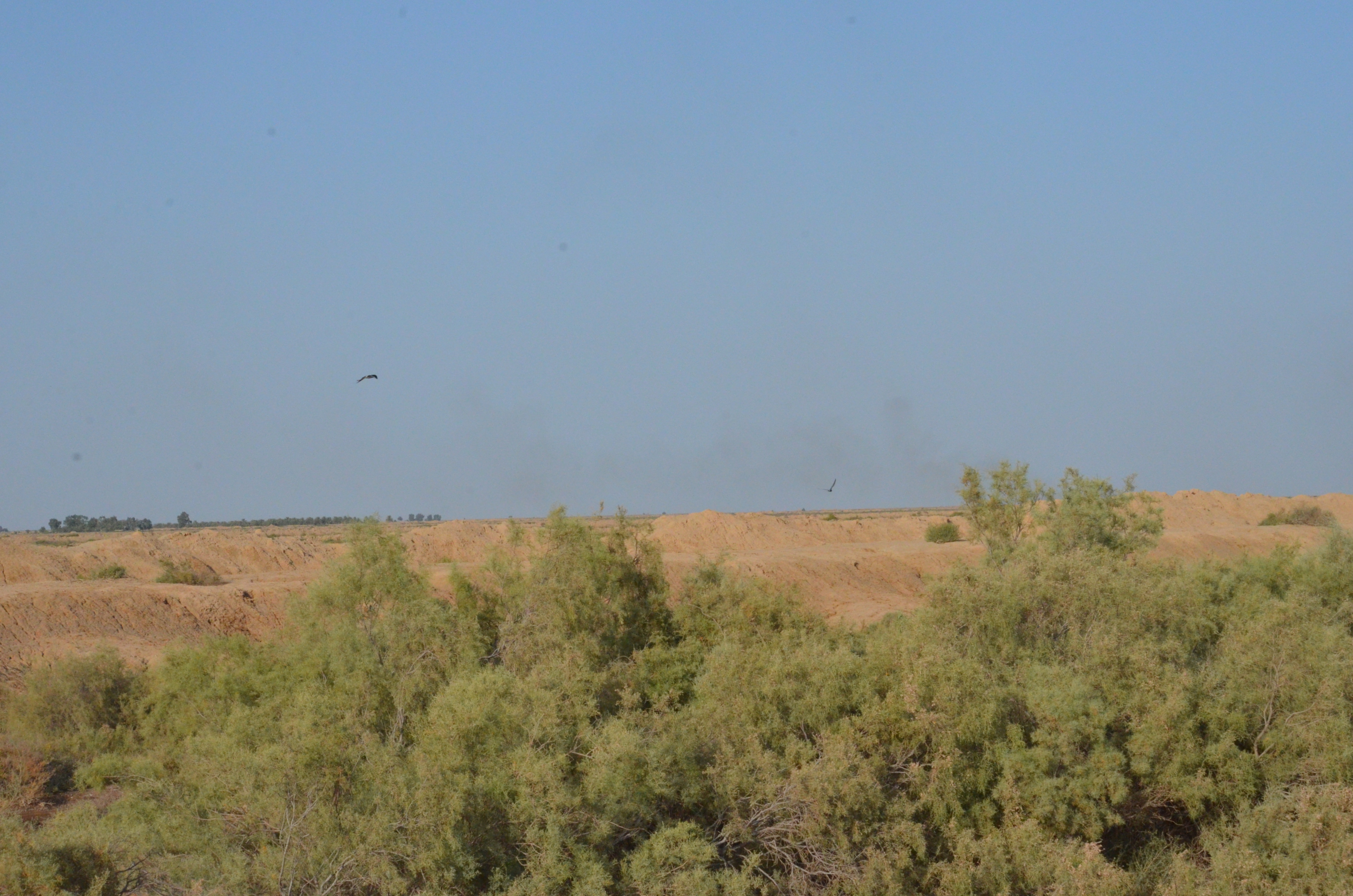
الزراعة في جزيرة عفك

جزيرة عفك هي منطقة شبه الصحراوية تمتد من شرق عفك بحوالي 20-50 كلم باتجاه قضاء الحي وهور الدلمج وحدود محافظة ذي قار. وتنحصر هذه الجزيرة بين نهر دجلة من الشمال والشمال الشرقي، وفروع نهر الفرات من الغرب والشمال الغربي والجنوب، ونهر الغراف المتفرع من دجلة شرقاً.
هي منطقة يصعب السفر فيها وتتطلب أياماً عدة حتى تم شق طريق معبد في بداية ثمانينات القرن العشرين يصل الفرات الأوسط بجنوب شرق العراق. وقد كانت لهذا الطريق ضرورة إستراتيجية خلال الحرب العراقية الإيرانية. وقد خدم هذا الطريق زوار العتبات الدينية الإسلامية الشيعية في النجف وكربلاء والكوفة الذي يقدمُون من ضواحي الكوت الجنوبية والعمارة وتوبع الناصرية الشمالية والغربية.